# مرکز پزشکی والتر رید نیروی زمینی
مرکز پزشکی والتر رید نیروی زمینی (انگلیسی: Walter Reed Army Medical Center) که تا سال ۱۹۵۱ به  عنوان بیمارستان ژنرال والتر رید(به انگلیسی: General Walter Reed)شناخته می‌شد از ۱۹۰۹ تا ۲۰۱۱ بیمارستان اصلی صرفاً نیروی زمینی ایالات متحده آمریکا بود. این بیمارستان عظیم که وسعت ۴۶ هکتاری دارد! در واشینگتن، دی.سی. یعنی ۴۰ هزار و بیش از ۱۵۰ هزار پرسنل فعال و ذخیره همه شاخه‌ های ارتش را خدمات رسانی کرده‌است. این بیمارستان به افتخار ژنرال والتر رید(۱۸۵۱–۱۹۰۲)، از پزشکان نیروی زمینی نامگذاری شده که رهبری تیمی را بر عهده داشت که تأیید کردند تب زرد از طریق پشه‌هایی آلوده به انسان منتقل می‌شود و نه تماس مستقیم ارتباطی.
این مرکز در سال ۲۰۱۱ با مرکز پزشکی ملی نیروی دریایی در بتزدا، مریلند ادغام شد تا مرکز ملی پزشکی نظامی والتر رید را شکل دهند.زمینها و ساختمانهای تاریخی محوطه قدیم به عنوان پارک والتر رید باز طراحی خواهد شد.اکنون در اواخر سال ۲۰۲۴ از این پارک بزرگ چند سالی هست که رونمایی شده است. در واقع والتر رید را می‌توان یکی از سبزترین بیمارستان های جهان براساس استاندارد های محیط زیستی، آلودگی کلی بسیار پایین،سرسبزی زیاد و... قرار داد.
همانگونه که درختان و گیاهان پربرگ سبب تولید اکسیژن می گردد و کربن دی اکسید یا دی‌ اکسید کربن را میگیرند.وجود انبوده درختان سرسبز بید، کاج کریسمس، تایگا شمالی، جنگل های استوایی، بر صخره آلات و انواع نمونه های پوشش گیاهی غنی وجود دارند.